# Sentharapatti
Sentharapatti là một thị xã panchayat của quận Salem thuộc bang Tamil Nadu, Ấn Độ.

## Nhân khẩu
Theo điều tra dân số năm 2001 của Ấn Độ, Sentharapatti có dân số 13.891 người. Phái nam chiếm 50% tổng số dân và phái nữ chiếm 50%. Sentharapatti có tỷ lệ 57% biết đọc biết viết, thấp hơn tỷ lệ trung bình toàn quốc là 59,5%: tỷ lệ cho phái nam là 65%, và tỷ lệ cho phái nữ là 48%. Tại Sentharapatti, 11% dân số nhỏ hơn 6 tuổi.